# Dannstadt-Schauernheim
Dannstadt-Schauernheim là một đô thị thuộc thuộc huyện Rhein-Pfalz, bang Rheinland-Pfalz,phía tây nước Đức. Đô thị này có diện tích 15,25 km², dân số thời điểm ngày 31 tháng 12 năm 2006 là 7122 người.

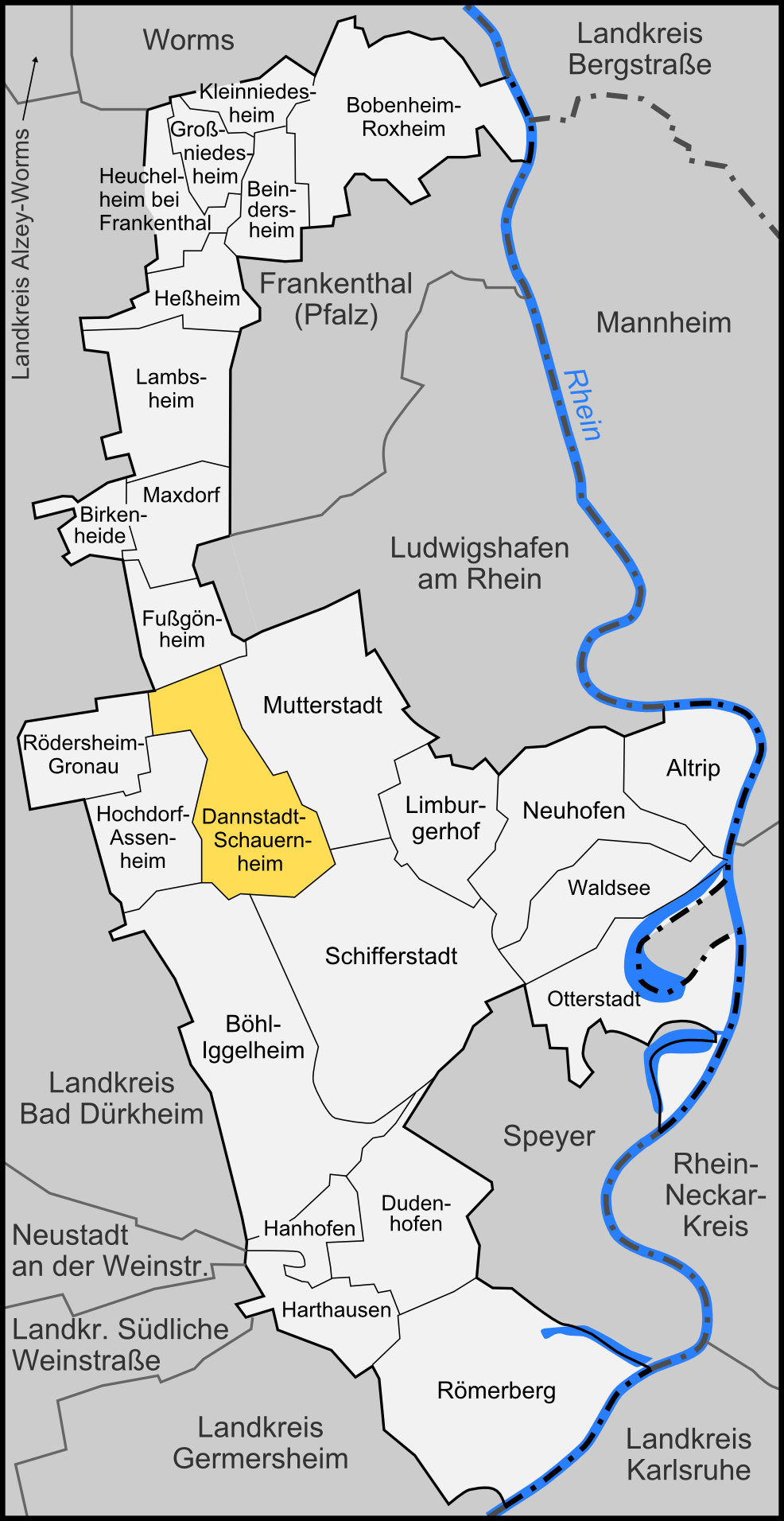

Đô thị này có cự ly khoảng 11 km về phía tây nam của Ludwigshafen.
Dannstadt-Schauernheim là thủ phủ của Verbandsgemeinde ("cộng đồng đô thị") Dannstadt-Schauernheim.